# Raid (inseticida)
Raid é uma marca de uma linha de inseticidas produzidos pela S. C. Johnson & Son, lançado em 1956.
O ingrediente ativo inicial foi o primeiro piretróide sintético, aletrina. Os derivados de Raid que visam espécies de invertebrados em particular podem conter outros agentes ativos mais tóxicos, tais como a ciflutrina, um outro piretróide sintético.

## Ligações Externas
- Site oficial